# Де Винтер, Кони
Ко́ни де Ви́нтер (нидерл. Koni De Winter; родился 12 июня 2002) — бельгийский футболист, защитник итальянского клуба «Милан» и сборной Бельгии.

## Клубная карьера
Уроженец Антверпена, Кони выступал за молодёжные команды бельгийских клубов «Сити Пайретс Антверпен», «Льерс» и «Зюлте-Варегем». Летом 2018 года стал игроком футбольной академии итальянского клуба «Ювентус». 23 ноября 2021 года дебютировал в основном составе «Ювентуса», выйдя на замену Хуану Куадрадо в матче группового этапа Лиги чемпионов против «Челси»

## Карьера в сборной
Выступал за сборные Бельгии до 15, до 16, до 18, до 19 лет и до 21 года.